# 浅原神社
浅原神社（あさはらじんじゃ）は新潟県小千谷市片貝町のほぼ中心に位置する神社。旧社格は村社。

## 概要

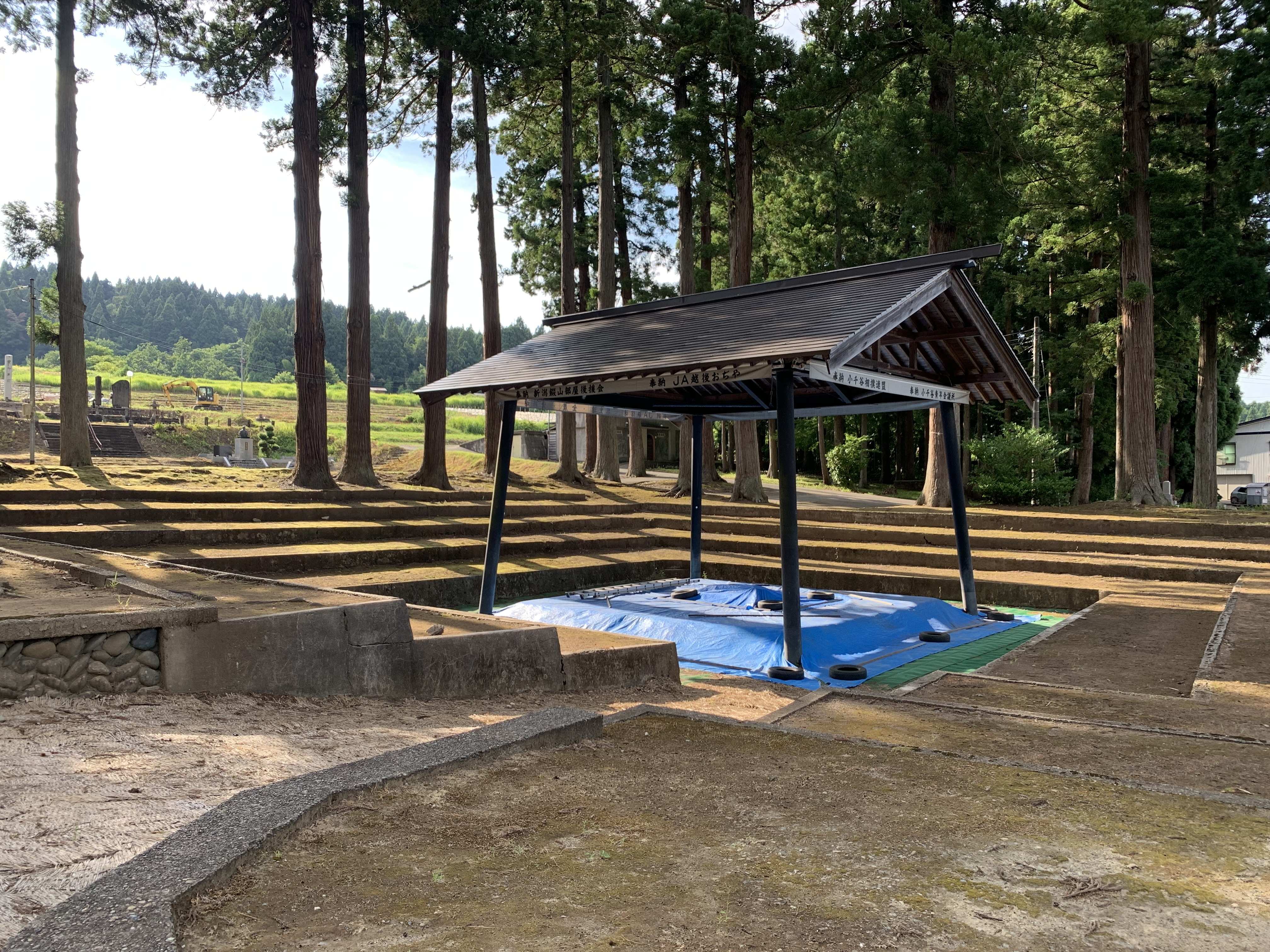
浅原神社の土俵

- 毎年12月31日（大晦日）から1月1日（元日）にかけての年越しの際には、除夜の鐘の代わりに108発の花火が打ち上げられる。
- 毎年1月の成人の日には、「賽の神」が行われ、参道から境内にかけて蝋燭が並べられたり、その年に数え年で42歳になる片貝町内出身者および在住者の男性陣が厄払いの後に福餅まきを行う。
- 毎年4月25日には春季大祭が行われる。
- 境内には新潟県下公認第1号の土俵があり、9月10日午前には新潟県の選抜相撲大会が行われる。

## 歴史
- もともとは片貝町内のある吉原氏の内鎮守で一王子権現(熊野信仰)を祀っていたが、合祀を繰り返して、片貝町の鎮守となった。
- 明治6年（1873年）、村社となった。
- 明治41年（1908年）、大屋敷の神明社、諏訪台の諏訪社、沼田の山王社、沼田の石動社を合祀。

## 片貝まつり
- 毎年9月9日と10日に行われる片貝まつりは浅原神社の秋季大祭の為、浅原神社に花火を奉納し、打ち上げる。

## 現地情報
片貝市街地に立地する。
交通アクセス
- 越後交通 ＜急行＞小千谷車庫前-片貝-来迎寺-長岡駅前線 「片貝三之町」バス停より徒歩約3分